# Kleine zwartkop
De kleine zwartkop (Curruca melanocephala, synoniem: Sylvia melanocephala) is een zangvogel uit de familie Sylviidae (grasmussen). 

## Kenmerken
De kleine zwartkop is een 13-14 centimeter grote grasmus waarvan het mannetje een grijze rug en onderdelen, een zwarte kop, witte keel en een rode oogring heeft. Het vrouwtje heeft een bruingrijze rug en onderdelen en een grijze kop, tevens een rode oogring. Juveniele vogels lijken op het vrouwtje. De zang is als die van de grasmus, maar langer en voller, gezongen door het mannetje zittend of in baltsvlucht.

## Broeden

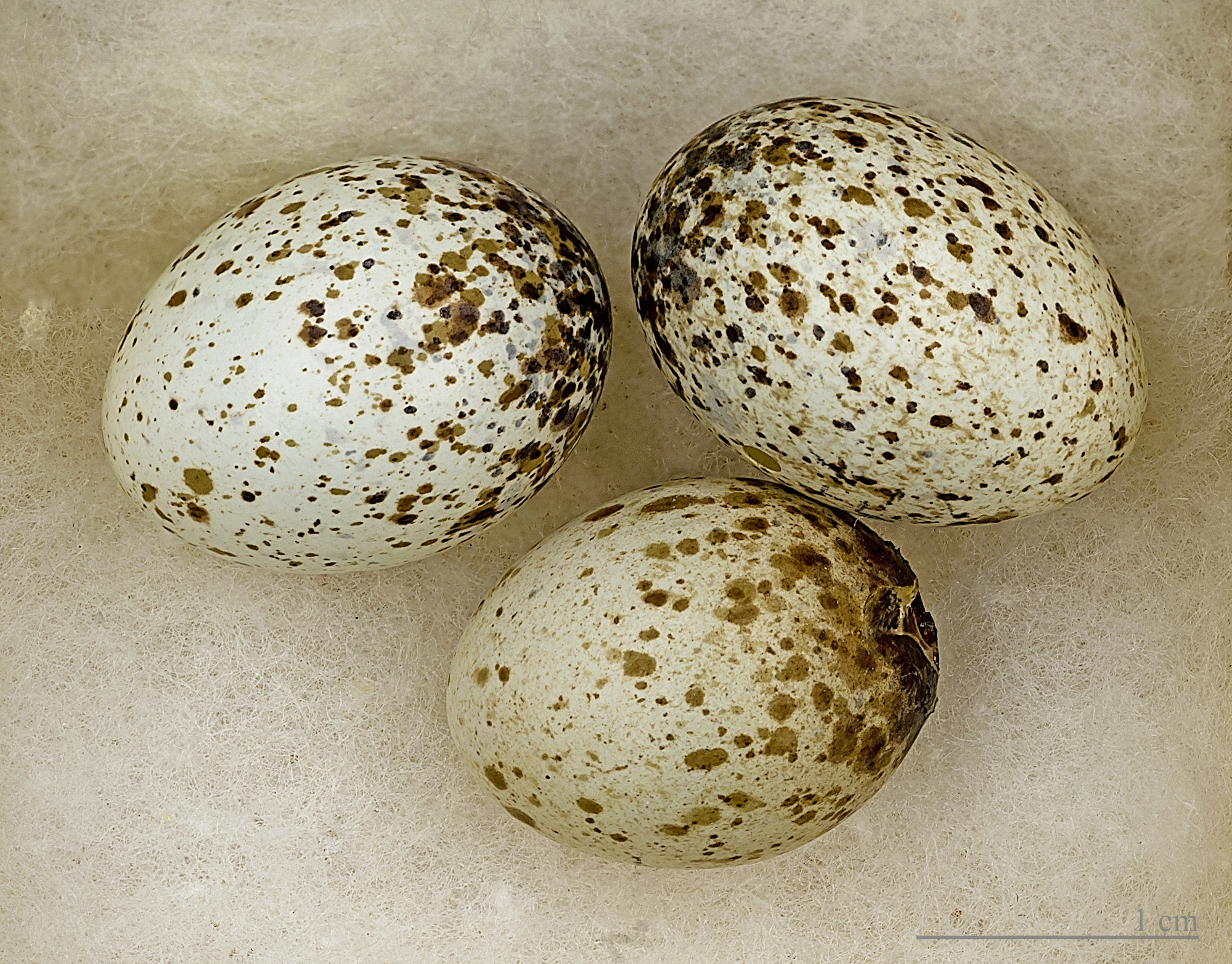

Het nest bestaat uit takjes, droge stengels, gras en wortels en het ligt in de struiken op enige afstand boven de grond. De 3-5 geelwitte eieren, sterk roestbruin gevlekt, worden van april tot juni gelegd en in 13-14 dagen uitgebroed. Beide geslachten broeden. De jongen, die na 11-12 dagen uitvliegen, worden ook door beide ouders verzorgd. Nadat ze het nest hebben verlaten, worden ze nog enige tijd gevoerd. Kleine zwartkoppen broeden tweemaal per jaar.

## Eten
In het broedseizoen eten kleine zwartkoppen insecten en spinnen, in het najaar ook bessen en andere vruchten.

## Verspreiding en leefgebied
Hij komt voor in het Middellandse Zeegebied, Noord-Afrika en een deel van Azië in olijfgaarden, pijnboom- en steeneikenbossen, wijngaarden en verwilderde tuinen. Het is een dwaalgast in Nederland.
Er zijn vijf ondersoorten:
- C. m. melanocephala: van zuidelijk Europa tot westelijk Turkije, noordwestelijk Afrika.
- C. m. leucogastra: de Canarische Eilanden.
- C. m. valverdei: zuidelijk Marokko en de westelijke Sahara.
- C. m. momus: van noordoostelijk Egypte tot uiterst het zuidelijke deel van Centraal-Turkije.
- C. m. norrisae: El-Fajoem in het noordelijke deel van Centraal-Egypte.

## Status
De grootte van de populatie is in 2015 geschat op 25-54 miljoen volwassen vogels. Op de Rode lijst van de IUCN heeft deze soort de status niet bedreigd.